# Hugo M. Enomiya Lassalle

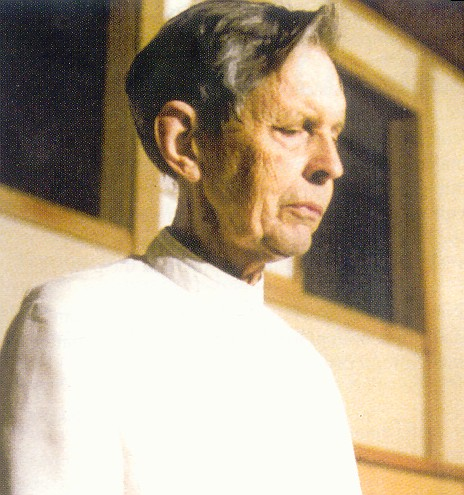
Hugo M. Enomiya Lassalle

Hugo M. Enomiya Lassalle (11 november 1898 - 7 juli 1990) was een Duitse jezuïet die een van de pioniers van zen in Europa was.

## Levensloop
In 1929 ging Lasalle als missionaris werken in Japan. Om de Japanners beter te begrijpen ging hij het zenboeddhisme bestuderen. In 1940 werd hij vicaris in Hiroshima, waar hij in 1945 gewond raakte bij de nucleaire aanval op deze stad. Zijn belevenissen rond de aanval worden in John Hersey's boek Hiroshima vanuit het perspectief van zijn confrater Kleinsorge beschreven.

## Zen
In 1956 ging hij in de leer bij Sogaku Harada (1871-1961), de stichter van de Sanbo Kyodan, de zenschool waar ook Philip Kapleau in getraind is. In 1978 ontving Lasalle overdracht als zenmeester van Yamada Kōun Roshi.
In Europa kreeg hij vanaf 1968 bekendheid door zijn lezingen over Zen, de begeleiding van sesshins en de begeleiding van Europese leerlingen, onder wie Ton Lathouwers, Jeroen Witkam en Jaap Vermeulen.

## Zen at War
Naar aanleiding van het boek Zen at War en de ophef die het veroorzaakte, bood de Sanbō Kyōdan in 1990 publiekelijk excuses aan voor de rol die Yasutani Roshi, de oprichter van Sanbō Kyōdan, heeft gespeeld in het ondersteunen van de Japanse oorlogsinspanningen. Kōun Roshi, de opvolger van Yasutani, was volgens Kubota Ji'un, de opvolger van Kōun Roshi, ervan doordrongen dat het boeddhisme staat voor naastenliefde, niet voor uitsluiting en geweld. Dit thema is aan bod geweest in "oprechte dialoog" met Enomiya Lassalle.

## Publicaties (selectie)
- (1974) Zen en Christendom. Nijmegen: Gottmer
- (1993) De os en zijn hoeder. Deventer: Ankh-Hermes

## Verder lezen
- Baatz,Ursula (1998), Enomiya-Lasalle, ein Leben Zwischen den Welten. Dusseldorf: Benziger
- Victoria, Brian Daizen (2006), Zen at war. Lanham e.a.: Rowman & Littlefield Publishers, Inc. (Second Edition)
- Kapleau, Philip, De drie pijlers van Zen. Deventer: Ankh-Hermes. ISBN 90-202-4890-1